# Joaquim Ferreira de Pina Calado

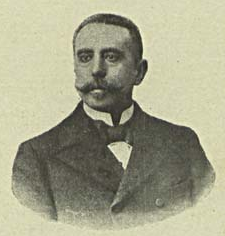
Pina Calado, c. 1899

Joaquim Ferreira de Pina Calado ([[Covilhã|n. Covilhã, Teixoso, 29 Setembro de 1853 - f. 1922) foi um [[político português.

## Biografia
Duma família muito rica.
Foi Conselheiro de Sua Majestade Fidelíssima e Juiz Conselheiro do Supremo Tribunal de Justiça de Portugal.
Foi Governador Civil do Distrito de Viseu em 1892.
Foi Governador Civil do Distrito do Porto de 17 de Novembro de 1897 até 25 de Janeiro de 1900.
Foram os seus bens deixados em herança para fins assistenciais e de benemerência a uma Fundação que teve o nome de Anita de Pina Calado, com sede no Teixoso.

## Dados genealógicos
Filho de António José Ferreira Calado e de sua mulher e prima Ana de Pina Calado.
Irmão de José Ferreira de Pina Calado, 1.º Barão do Teixoso.
Casou e teve uma filha: 
- Anita de Pina Calado, falecida em vida de seu pai, solteira e sem geração